# Ricky Wilson (guitarrista)
Ricky Helton Wilson (Athens, 19 de de março de 1953 – Nova Iorque, 12 de  outubro de 1985) foi um músico norte-americano, conhecido sobretudo por ter sido um dos membros fundadores da banda rock The B-52s. Nascido em Athens, no estado da Geórgia, Wilson era irmão de uma das cantoras da banda The B-52's. A banda foi constituída em 1977, quando Ricky, a sua irmã Cindy, Kate Pierson, Keith Strickland e Fred Schneider improvisaram uma sessão na residência de um amigo deles, Owen Scott III..
Em 1983 descobriu que estava infetado pelo vírus HIV , tendo confessado a sua infeção a Keith Strickland, outro membro da banda. No dia 12 de outubro  de 1985, com 32 anos, Wilson morreu devido a complicações associadas à aids/sida, depois da gravação do quarto álbum de estúdio da banda, "Bouncing Off the Satellites". O álbum já estava gravado, antes da morte de Ricky Wilson.
Devastados pela morte de Wilson, ao músicos da banda não realizaram qualquer promoção do álbum ainda que gravassem um videoclipe para a canção , "Girl from Ipanema Goes to Greenland".
Além do seu trabalho na banda, Wilson tocou guitarra na canção "Breakin' in My Heart" de Tom Verlaine em 1979. Foi a única gravação do músico fora da banda.